# リーゼロッテ (小惑星)
リーゼロッテ (4757 Liselotte) は、小惑星帯の小惑星。パロマー天文台のトム・ゲーレルスとライデン天文台のファン・ハウテン夫妻が発見した。
オルレアン公妃リーゼロッテ（エリザベート・シャルロット・ド・バヴィエール：1652年 - 1722年）から命名された。